# Zodariellum chaoyangense
Zodariellum chaoyangense är en spindelart som först beskrevs av Zhu 1983.  Zodariellum chaoyangense ingår i släktet Zodariellum och familjen Zodariidae. Inga underarter finns listade i Catalogue of Life.